# Секта Дзьодо

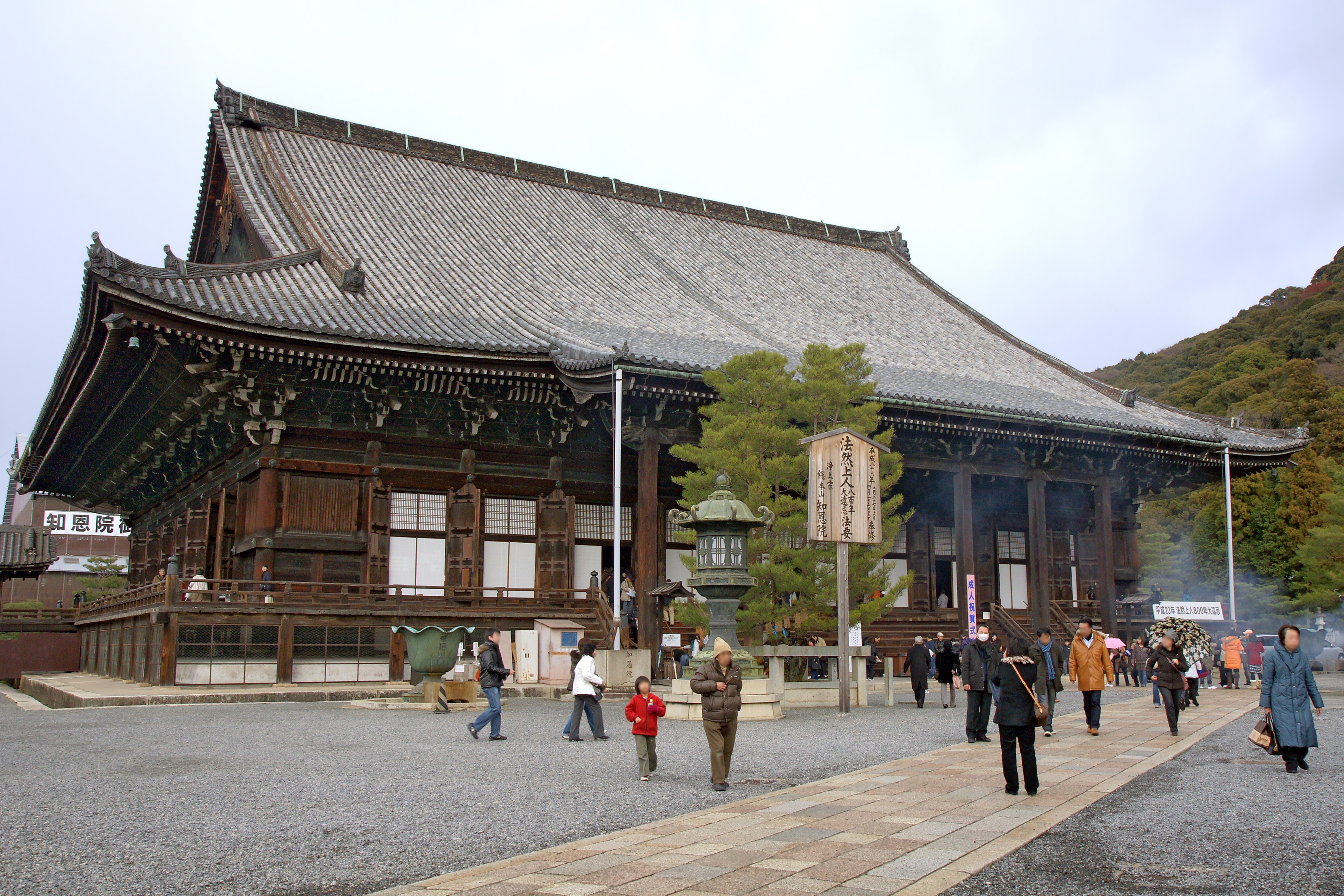
Головна зала монастиря Тіон'їн, центральної культової споруди секти Дзьодо-сю.

Се́кта Дзьо́до (яп. 浄土宗, じょうどしゅう, «Секта Чистої Землі») — одна з буддистських сект махаяністського Вчення Чистої Землі в Японії. Заснована наприкінці 12 століття ченцем секти Тендай-сю, Хоненом.
З усіх буддистських сутр в Дзьодо-сю священним писанням вважається Трикнижжя Чистої Землі (浄土三部経):
- Сутра безмежного життя (無量寿経)
- Сутра споглядання безмежного життя (観無量寿経)
- Сутра Амітабхи (阿弥陀経)

Особливе увага приділяється «Сутрі споглядання безмежного життя».
Головним об'єктом поклоніння Дзьодо-сю є будда Аміда (Амітабха). Згідно з вченням секти, віра в обітницю цього будди спасти людство, а також постійна молитва до нього «Навертаюся до будди Аміди!» дає змогу людині потрапити після смерті до «буддистського раю», Чистої Землі Сукхаваті.
Основною святинею Дзьодо-сю є монастир Тіон в місті Кіото, Японія.